# Eddie South
Edward Otha South, ps. „Czarny anioł skrzypiec” (ur. 27 listopada 1904 w mieście Louisiana, zm. 25 kwietnia 1962 w Chicago) – afroamerykański skrzypek jazzowy.

## Życiorys
Urodził się w stanie Missouri, ale kiedy jeszcze był malcem, rodzina przeniosła się do Chicago. Szybko ujawniły się jego niezwykłe zdolności muzyczne i uznano go za cudowne dziecko. Naukę klasycznej gry na skrzypcach pobierał najpierw u prywatnego nauczyciela, a później w Chicago Musical College. Był uczniem urodzonego w Rosji skrzypka P. Bissinga. Mimo swojego wirtuozowskiego talentu, po skończeniu uczelni jako Afroamerykanin nie miał szans na karierę w zarezerwowanej dla białych w latach 20. XX wieku domenie muzyki poważnej. Zwrócił się więc ku wodewilowi, jazzowi i „lekkiej klasyce”.
Grał w orkiestrze wodewilowej ze słynnym kornecistą Freddiem Keppardem. Natomiast do jazzu wprowadzał go skrzypek i klarnecista Darnell Howard. Występował w Creole Orchestra Charlesa Elgara. Od 1923 do 1927 współprowadził zespół Jimmy Wade’s Syncopators. Następnie został pierwszym skrzypkiem w szesnastoosobowej The Vendome Theater Orchestra Erskine’a Tate’a. Jeszcze w 1927 założył zespół The Alabamians, nazwany tak od chicagowskiego klubu Alabam, w którym grupa występowała. Dokonał z nią także pierwszych nagrań.
W latach 1928–1931 przebywał w Europie. Studiował w Konserwatorium Paryskim. Odwiedził także Budapeszt, w którym pobyt wywarł na nim duży wpływ muzyczny. Tradycyjna muzyka węgierska, a zwłaszcza cygańska stała się wyróżniającą składową jego wiolinistyki. Po powrocie do Stanów Zjednoczonych jego pierwszym nagranym utworem była kompozycja Jenő Hubaya Hejre Kati, która stała się jego wizytówką muzyczną. W 1937 ponownie zawitał do Paryża, gdzie dokonał szeregu nagrań z gitarzystą Django Reinhardtem i skrzypkiem
Stéphanem Grappellim. Należą one do jego najlepszych jazzowych dokonań fonograficznych.
W 1945 pracował jako muzyk studyjny w nowojorskiej rozgłośni radiowej WMGM. Stawał także przed mikrofonem innych nadawców radiowych, na ogół afiliowanych przy PBS. W latach 50. występował również w telewizji. Głównie jednak grał dla nielicznej publiczności w Nowym Jorku, Los Angeles i przede wszystkim Chicago.
Zmarł przedwcześnie w wieku 57 lat.

## Wybrana dyskografia
- 1940 The Dark Angel of the Violin (Columbia)
- 1958 L’Ange Noir Du Violon – Eddie South avec Stéphane Grappelly et Django Reinhardt (La Voix De Son Maître)
- 1959 The Distinguished Violin Of Eddie South (Mercury)
- 1970 Eddie South avec Stéphane Grappelly, Michel Warlop et Django Reinhardt (Pathé)
- 1993
  - Eddie South – 1923–1937 (Classics)
  - Black Gipsy – 1927/1941 (EPM Musique)
- 2005 Eddie South Solo, Trio & Orchestra (AB Fable)